# Смоленска митрополија
Смоленска митрополија (рус. Смоленская митрополия) митрополија је Руске православне цркве.
Образована је одлуком Светог синода од 5. маја 2015, а налази се у оквиру граница Смоленске области. У њеном саставу се налазе три епархије: Смоленска, Вјаземска и Рослављанска.